# Завокзальное кладбище
Завокзальное городское кла́дбище (Старое кладбище) — кладбище в Центральном районе города Сочи (улица Параллельная). Уничтожено в советское время.

## Расположение
Старейшая часть кладбища располагалась на современном изгибе улиц Параллельная и Севастопольская. Кладбищенские ворота находились со стороны Параллельной улицы. В 1920—1940 годах некрополь разрастался на запад, в сторону железнодорожного полотна. В 1941—1947 годах площадь кладбища увеличилась почти вдвое, вследствие возросшего населения города и многочисленных жертв Великой Отечественной войны. Расширение произошло в основном за счёт нового участка между улицами Севастопольской и Тоннельной. В это время на кладбище похоронено как минимум 2156 солдат и офицеров, умерших от ран в сочинских госпиталях и при транспортировке раненных морем из Севастополя, Одессы, Керчи, Туапсе и Новороссийска. Также было захоронено около 1500 человек без сопроводительных документов и всех вынесенных морем утопленников.

## История
Время основания кладбища неизвестно. Предполагается, что первыми погребёнными здесь были русские солдаты, погибшие в стычках с горцами. Согласно метрическим книгам Сочинского отделения Государственного архива Краснодарского края первое зафиксированное захоронение на кладбище датируется 24 января 1870 года, когда был погребён умерший от водянки Георгий Кожухарь. Кладбище делилось на православный, иноверческий. греческий и армянский участки.
Решением Сочинского горисполкома № 38 от 23 декабря 1949 года с 1 января 1950 года Завокзальное кладбище было закрыто. В 1956 году останки советских воинов из одиночных и групповых захоронений были эксгумированы и перезахоронены здесь же в 74 братские могилы. Это воинское захоронение стало основой для ныне существующего на месте кладбища Завокзального мемориального комплекса, открытого намного позже, в 1985 году. Судьба остальных захоронений горожан была решена Постановлением Сочинского горисполкома № 303 от 3 сентября 1973 года о полной ликвидации старого городского кладбища с 1 января 1974 года.

## Известные погребённые
- Горемыкин, Иван Логгинович (1839—1917) — председатель Совета министров Российской империи, министр внутренних дел, члены его семьи.
- Овчинников, Иван Александрович(1865—1917) —  русский военный юрист, генерал-лейтенант флота.
- Енгалычев, Николай Николаевич (1836—1916) — князь, русский драматург.
- Рубахо, Филипп Яковлевич (1923—1943) — Герой Советского Союза (позже перезахоронен в станице Варениковской).
- Подгурский, Виктор Францевич (1874—1927) — организатор Сочи-Мацестинского курорта
- Можаров, Пётр Владимирович (1888—1934) — инженер, конструктор, создатель первых ижевских мотоциклов.